# Louis La Ravoire Morrow
Louis La Ravoire Morrow SDB – siehe auch Vorname Alois bzw. Zusammenschreibung LaRavoire oder Laravoire (* 24. Dezember 1892 in Weatherford, Texas; † 31. August 1987 in Krishnagar) war ein US-amerikanischer Ordenspriester, Missionar und römisch-katholischer Bischof.

## Leben
Sein Vater war ein französischer Katholik, seine Mutter eine Episkopalin aus New Jersey, die später aus geschäftlichen Gründen nach Mexiko-Stadt gegangen waren. In Mexiko trat er auch 1911 in das Noviziat in Puebla ein und legte im Jahr darauf seine ersten Gelübde ab. Nach seinen philosophischen und theologischen Studien in Puebla, unter anderem an der Päpstlichen Universität Palafox, wurde er am 21. Mai 1921 durch Erzbischof Henry Sanchez Parades in der Kathedrale St. Michael von Puebla zum Priester geweiht. Nach einem weiteren Jahr als Lehrer am Salesianischen Kolleg in Puebla, in dem er nach dem Vorbild Don Boscos La Buena Prensa (Die gute Presse) gegründet hatte, folgte er dem Apostolischen Delegaten Guglielmo Piani SDB als Sekretär nach Manila auf die Philippinen und blieb dies siebzehn Jahre lang. Er trug Verantwortung im Bereich der Missionen, vor allem im katechetischen Apostolat, für das er selbst einen Katechismus erarbeitete, der unter dem Titel My Catholic Faith bzw. später umbenannt Our Catholic Faith erschienen ist. Außerdem gründete er in dieser Zeit in Manila nach amerikanischem Vorbild eine „Catholic Truth Society“. Einige seiner Bücher wurden in über vierzig Sprachen und Dialekte übersetzt, ins Bengalische vor allem durch Austin Guarneri SDB. Morrow war wesentlich an der Organisation des im Februar 1937 veranstalteten Eucharistischen Weltkongresses von Manila beteiligt.
Am 25. Mai 1939 ernannte ihn Papst Pius XII. zum Bischof von Krishnagar in Indien. Die Bischofsweihe erhielt er am 29. Oktober desselben Jahres im Petersdom durch den Papst selbst und die Mitkonsekratoren Celso Costantini und Erzbischof Henri Streicher MAfr Er leitete dieses Bistum bis zum 31. Oktober 1969, als Papst Paul VI. seinen Rücktritt annahm und ihn bis zum 27. April 1971 mit dem Titularbistum Valliposita versah.
Während seiner Zeit als Bischof eröffnete er mit Spenden von einer Bettelreise in die Vereinigten Staaten die Don Boscos Internat- und Industrieschulen für Jungen, die Holy Family School für Mädchen in der Trägerschaft der Schwestern der Nächstenliebe von Vincenza Gerosa und Bartholomäa Maria Capitanio, die bereits über hundert Jahre in der Diözese gewirkt hatten. In der bengalischen Hungersnot von 1943/44 litt und teilte er mit den Gläubigen. Er wurde zum Vorsitzenden des Emergency Food Relief Committee gewählt, obwohl er der einzige Christ unter den neunundvierzig Mitgliedern war. Er schrieb zahllose Bettelbriefe an seine bisherigen Wohltäter und nach Kalkutta an die dort befindlichen indischen, britischen, australischen und US-amerikanischen Offiziere.
In den Jahren 1950 bis 1952 wurde unter seiner Leitung die Kathedrale zum Heiligen Erlöser um das Dreifache vergrößert. In der Zeit von 1952 bis 1966 wurde er immer wieder zum Kommissar des „Municipal Board“ gewählt. Während dieser Zeit konnte er die schon lange benötigte Erweiterung der Städtischen Wasserwerke bewerkstelligen, zumal die Bevölkerung sich vervierfacht hatte. Der Bischof wurde außerdem zum offiziellen Visitator des Distriktgefängnisses von Nadia sowie des Regierungshospitals ernannt. Von 1944 an war er der Repräsentant der „Catholic Relief Services“ für den Nordosten Indiens. Erst als 1959 eine eigenständige Behörde in Kalkutta eröffnet wurde, wurde er von dieser Aufgabe entbunden. Freunde des Bischofs aus Cincinnati, Ohio, ermöglichten 1957 den Bau der großen Theaterhalle von Krishagnar, die zweitausend Personen Platz bietet und bis heute in Betrieb ist. Von 1960 bis 1968 war der Bischof Berater der Indischen Rot-Kreuz-Gesellschaft von Westbengalen.
Er nahm an allen vier Sitzungsperioden des Zweiten Vatikanischen Konzils als Konzilsvater teil, wo er sich für die Verwendung der Volkssprache, die Modifizierung des Abstinenzrechts und Änderungen im Eucharistischen Fasten einsetzte.
Nach seinem Rücktritt 1969 wurde Louis Gobetti SDB, der als Generalvikar und Bistumssekretär zwanzig Jahre lang die rechte Hand des Bischofs war, zum Kapitularvikar bestimmt. Der Bischof lebte seither im Mutterhaus der von ihm am 12. Dezember 1948 gegründeten Schwestern der Unbefleckten Empfängnis (Sisters of Mary Immaculate, SMI). Ihr Apostolat hatte er in der Mädchen- und Frauenarbeit sowie in der Alten- und Krankenpflege gelegt. Diese Gemeinschaft wurde 1966 als Kongregation päpstlichen Rechts anerkannt und gehört seit 1992 zur Don-Bosco-Familie. Von den weltweit insgesamt 500 Schwestern wirken 25 in Bayreuth und in Burgkunstadt in der Altenpflege.
Der Bischof selbst war im Ruhestand vor allem als Autor tätig sowie in der Verbreitung der Heiligen Schrift in Englisch und Bengalisch. Er gilt als Anwalt der Frauenrechte und setzte sich für eine nicht-sexistische Sprache in der Liturgie und in Veröffentlichungen ein.